# 2006 (numero)
Duemilasei (2006) è il numero naturale dopo il 2005 e prima del 2007.

## Proprietà matematiche
- È un numero pari.
- È un numero composto da 8 divisori: 1, 2, 17, 34, 59, 118, 1003, 2006. Poiché la somma dei suoi divisori (escluso il numero stesso) è 1234 < 2006, è un numero difettivo.
- È un numero sfenico.
- È un numero palindromo nel sistema posizionale a base 3 (2202022).
- È un numero congruente.
- È un numero malvagio.
- È un numero intero privo di quadrati.
- È parte delle terne pitagoriche (994, 1770, 2006), (2006, 3192, 3770), (2006, 16992, 17110), (2006, 59160, 59194), (2006, 1006008, 1006010).

## Astronomia
- 2006 Polonskaya è un asteroide della fascia principale del sistema solare.

## Astronautica
- Cosmos 2006 è un satellite artificiale russo.